# Donato Vestuti
Donato Vestuti (Eboli, 1º giugno 1887 – Carso, novembre 1918) è stato un giornalista italiano, fondatore e direttore del quotidiano salernitano Il giornale della Provincia. Ha frequentato il Regio Liceo "T. Tasso" presso il Convitto nazionale di Salerno. Nel cortile del Convitto il suo nome appare inciso sulla lastra marmorea del 1920 in memoria degli studenti del Liceo del Convitto caduti nella I guerra mondiale. Ha fondato anche il Foot Ball Club Salerno nel 1913, una delle prime squadre di calcio della storia di Salerno sorte prima della Salernitana.

## Biografia
Nacque in una famiglia benestante, figlio di Cosimo Vestuti, avvocato, e Filomena Turco, originaria di Montecorvino Rovella. Ha frequentato il noto liceo classico T. Tasso di Salerno dal 1897 al 1906. Fu tra i fondatori de Il Giornale della Provincia. Appassionato di sport, ebbe l'idea di fondare anche una squadra di calcio a Salerno, dove era rimasto anche dopo che il padre era andato in pensione dopo aver svolto gli ultimi anni di servizio nella città campana.

## Attività sportiva
Non erano affatto dei tempi facili per l'organizzazione di una squadra di calcio, in quanto si trattava di un periodo ante-guerra (era il 1913), e Vestuti dovette affrontare molte difficoltà sia logistiche (come ad esempio a livello delle divise di gioco) ma anche pratiche, con perenni scontri con quella che poi diventerà a tutti gli effetti la Federazione Italiana Giuoco Calcio.

## Attività giornalistica
Il 16 novembre 1912 Donato Vestuti, sul Giornale della Provincia (da lui fondato e diretto), scrisse un articolo in memoria del salernitano Giovanni De Filippis, il primo morto nella guerra libica del 1911-1912.

## Attività bellica
Il 19 giugno del 1919 nacque la Salernitana. Vestuti però non poté vedere la costituenda squadra: richiamato alle armi allo scoppio della prima guerra mondiale, cadde sul fronte del Carso, "colpito da granata nemica", dieci giorni prima dell'armistizio, il 25 ottobre del 1918. Fu decorato con la medaglia d'argento al valor militare, e venne sepolto nel cimitero di Salerno con tutti gli onori.

## Riconoscimenti
Donato Vestuti, oltre ad essere stato decorato con la medaglia d'argento al valor militare, è stato anche la figura a cui il comune di Eboli (dove lui è nato) volle dedicare una via cittadina, e a cui il comune di Salerno negli anni cinquanta volle dedicare lo Stadio Comunale che in epoca fascista era conosciuto come Campo Littorio e in seguito dedicato al giornalista salernitano Renato Casalbore (morto durante la tragedia di Superga), a cui il comune di Salerno intitolò poi la piazza antistante lo stadio.

## Onorificenze
Medaglia d'argento al valor militare